# TAKA (1993年生の俳優)
TAKA（たか、1993年11月14日 - ）は、日本の元アイドル、元俳優である。愛媛県出身。つばさエンタテインメント所属。

## 略歴・人物
- CUBERSのメンバー。
- 特技はサッカー、字を書くこと。[1]
- 好きなブランドはSAINT LAURENT。[1]
- 2017年ミュージカル「スタミュ」で俳優デビュー。[2]
- 2024年3月31日をもって芸能界を引退。
- 引退後は、つばさレコーズに入社。つばさ男子プロダクションのアシスタントプロデューサーに就任[3]。

## 出演

### ドラマ
- チョコレート戦争〜朝に道を聞かば夕べに死すとも可なり〜（2020年1月 - 3月、テレビ神奈川）- 小暮海斗 役[4]
- 信長未満 -転生光秀が倒せない-（2022年10月25日 - 12月27日、テレビ神奈川）- 今川義元 役[5]
- He/Meetsオリジナルドラマ『ぼくのかぞく。』（2023年4月5日 - 、TOKYO MX・BS日テレ）- 王子 役[6]

### テレビアニメ
- フットサルボーイズ!!!!!（2022年1月9日 -、TOKYO MX）- 桐生蓮 役[7]

### テレビ番組
- ツキステ。TVシーズン2（2018年11月21日 - 12月26日、TOKYO MX）
- 痛快TV スカッとジャパン（2019年11月18日 2020年6月15日、フジテレビ）
- ツキステ。TVシーズン3（2020年5月27日 - 6月17日、TOKYO MX・BS日テレ）
- 戦国炒飯TV 〜なんとなく歴史が学べる映像〜（2020年8月15日、TOKYO MX）- 直江兼続 役
- プロステTV（2022年1月5日 - 3月16日、TOKYO MX・BS日テレ）

### ゲーム
- フットサルボーイズ!!!!! ハイファイリーグ（2021年11月9日）- 桐生蓮 役[8]

### 舞台
- ミュージカル『スタミュ』- 漣朔也 役
  - ミュージカル『スタミュ』（2017年4月1日 - 9日、Zeppブルーシアター六本木 / 4月15日 - 16日、森ノ宮ピロティホール）[9]
  - ミュージカル『スタミュ』-2ndシーズン-（2018年7月4日 - 11日 、日本青年館 / 7月20日 - 22日、森ノ宮ピロティホール）[10]
  - ミュージカル『スタミュ』-3rdシーズン-（2019年8月12日 - 25日、日本青年館ホール / 8月29日 - 9月1日、森ノ宮ピロティホール）
- 昆虫戦士コンチュウジャー2〜激突！恐怖の戦士、ネオコンチュウジャー！〜（2017年8月12日 - 20日、全労済ホール スペース・ゼロ）- 星亜斗夢 役[11]
- 舞台『私のホストちゃん』- 恋太郎 役
  - 舞台『私のホストちゃん REBORN』〜絶唱!大阪ミナミ編〜（2018年1月19日 - 28日、サンシャイン劇場 / 1月31日 - 2月1日、東海市芸術劇場 / 2月6日、広島県立文化芸術ホール / 2月10日 - 11日、サンケイホールブリーゼ）[12]
  - 舞台『私のホストちゃん THE LAST LIVE』〜最後まで愛をナメんなよ！〜（2020年2月14日、NHK大阪ホール）※ゲスト出演
- 舞台『戦刻ナイトブラッド』（2018年8月16日 - 26日、天王洲 銀河劇場）- 黒田官兵衛 役[13]
- 2.5次元ダンスライブ - 霜月隼 役
  - 2.5次元ダンスライブ『ツキウタ。』ステージ 第6幕『紅縁』（2018年10月18日 - 11月4日、品川ステラボール）[14]
  - 2.5次元ダンスライブ『ツキウタ。』ステージ 第7幕『CYBER -DIVE- CONNECTION』（2018年12月5日 - 9日、ヒューリックホール東京/12月13日 - 16日、メルパルクホール）[14]
  - 2.5次元ダンスライブ『ツキウタ。』ステージ LUNATIC LIVE 2018 Ver.RED Ver.BLUE（2018年12月26日 - 27日、大宮ソニックシティ）
  - 2.5次元ダンスライブ『ツキウタ。』ステージ 第8幕『TSUKINO EMPIRE-Unleash your mind』（2019年3月27日 - 31日、舞浜アンフィシアター）[15]
  - 2.5次元ダンスライブ「S.Q.S Episode 4『TSUKINO EMPIRE2 -Beginning of the World-』」（2019年9月26日 - 29日、舞浜アンフィシアター）※ゲスト出演[16]
  - 2.5次元ダンスライブ『ツキウタ。』ステージ 第9幕『しあわせあわせ』（2019年10月30日 - 11月4日、ヒューリックホール東京）[17]
  - 2.5次元ダンスライブ『ツキウタ。』ステージ 第10幕『月歌奇譚 太極伝奇』（2020年1月29日 - 2月2日、ヒューリックホール東京）[18]
  - 2.5次元ダンスライブ TSUKIPRO STAGEキソセカイステージ：eins『ソラヲワタルカゼ』（2020年6月10日 - 13日、立川ステージガーデン）（全公演中止）
  - 「LUNATIC LIVE 2020 in Taiwan」（2020年6月19日 - 21日、信義劇場 Legacy Max）（全公演中止）
  - 2.5次元ダンスライブ「TSUKIPRO STAGE キソセカイステージ：eins『ソラヲワタルカゼ』」（2020年12月19日 - 20日、立川ステージガーデン）※無観客生配信[19]
  - 『LUNATIC LIVE 2021』（2021年9月4日 - 5日、東京ガーデンシアター） [新型コロナウイルスの影響により全公演中止]
  - 2.5次元ダンスライブ『ツキウタ。』ステージ 第11幕『月花神楽～黒と白の物語～』（2021年9月30日 - 10月11日、ヒューリックホール東京）[20]
  - 2.5次元ダンスライブ『ツキウタ。』ステージ 第12幕『裏斬心 -Children are sometimes ruthless and cruel.-』（2022年3月25日 - 4月3日、日本青年館ホール）[21]
  - 2.5次元ダンスライブ『ツキウタ。』ステージ 第13幕『月野百鬼夜行綺譚 依依恋恋』（2022年11月25日 - 12月4日、ヒューリックホール東京）[22]
  - 2.5次元ダンスライブ『ツキウタ。』ステージ 第14幕『Rabbits Kingdom Resurrection』（2023年11月17日 - 26日、ヒューリックホール東京）[23]

- 『BOYS★TALK』第4弾（2019年6月5日 - 9日、全労済ホール／スペース・ゼロ）
- 舞台『チョコレート戦争〜a tale of the truth〜』（2021年1月16日 - 17日、大阪メルパルクホール / 1月23日 - 31日、シアター1010）- 小暮海斗 役[24]
- 舞台『エンタメSTAGE-SHOW CASE-』（2021年3月3日 - 9日、博品館劇場）
- 舞台『プレイタの傷』（2021年11月12日 - 14日、京都劇場 / 11月18日 - 21日、ヒューリックホール東京）- 嵐柴 カズマ 役[25]
- 舞台『炎炎ノ消防隊』- ヴァルカン・ジョゼフ 役
  - 舞台『炎炎ノ消防隊』-破壊ノ華、創造ノ音-（2022年1月18日 - 23日、KT Zepp Yokohama）[26]
  - 舞台『炎炎ノ消防隊』-地下からの奪還-（2022年9月17日 - 25日、サンシャイン劇場 / 9月29日 - 10月2日、京都劇場）[27]
- 舞台版『誰ガ為のアルケミスト』 -Last Blue 漆黒から、君ニ-（2022年2月20日 - 27日、新宿FACE）- ズィーヴ 役[28]
- 乙女ゲームの破滅フラグしかない悪役令嬢に転生してしまった…』THE STAGE（2022年6月30日 - 7月5日、サンシャイン劇場）- ジオルド・スティアート 役[29][30]
- ミュージカル『ウインドボーイズ！』（2022年12月22日 - 27日、シアター1010）- 倉本隆良 役[31]
- おねがいっパトロンさま！The Stage ～ココロを詠え～（2023年1月26日 - 2月5日、新宿FACE）- さくたろー 役
- 舞台『信長未満-転生光秀が倒せない-』（2023年3月23日 - 26日、KAAT 神奈川芸術劇場 ホール）- 今川義元 役[32]

### WEB番組
- ツキプロチャンネル48時間生配信2022（2022年11月5日・6日、YouTube・ニコニコ生放送）※6日のみ出演[33]
- ツキプロチャンネル48時間マジカルTV（2023年11月3日・4日、YouTube・ニコニコ生放送）※4日のみ出演[34]

### 映画
- ウルフハンターが行く！ アメリカ南北戦争編（2022年公開予定）- グラント 役

## ディスコグラフィ

### キャラクターソング
| 発売日        | 商品名                                             | 歌 | 楽曲                                         | 備考                                                     |
| ------------- | -------------------------------------------------- | --- | -------------------------------------------- | -------------------------------------------------------- |
| 2022年2月9日  | フットサルボーイズ!!!!! プレイヤーソングアルバム   | フットサルボーイズ!!! | 「Higher Goals」                             | ゲーム『フットサルボーイズ!!!!! ハイファイリーグ』主題歌 |
| 2022年2月9日  | フットサルボーイズ!!!!! プレイヤーソングアルバム   | 桐生蓮（TAKA）、白河瞬（岡延明）、橘藤吾（大海将一郎）、今園彩人（森永彩斗）、水無瀬亜佐（菊池勇成）、秋月奏夜（津田拓也） | 「Maverick」                                 | 『フットサルボーイズ!!!!!』関連曲                        |
| 2022年4月13日 | フットサルボーイズ!!!!! 天ノ川学園高等学校アルバム | 桐生蓮（TAKA） | 「ONE OFF MIND」 「Higher Goals 桐生蓮ver.」 | 『フットサルボーイズ!!!!!』関連曲                        |

### 「ツキステ。」シリーズ関連
| 発売日   | 商品名 | キャスト | 楽曲                                    |
| 2018年   | 2018年 | 2018年 | 2018年                                  |
| -------- | --- | --- | --------------------------------------- |
| 12月7日  | 2.5次元ダンスライブ『ツキウタ。』ステージ 第6幕『紅縁』メインテーマ                                           | Six Gravity: 睦月始 役：校條拳太朗、弥生春 役：松田岳、卯月新 役：竹中凌平、皐月葵 役：上仁樹、師走駆 役：輝山立、如月恋 役：横尾瑠尉 Procellarum: 霜月隼 役：TAKA、文月海 役：土井一海、葉月陽 役：鷲尾修斗、長月夜 役：秋葉友佑、水無月涙 役：佐藤友咲、神無月郁 役：三山凌輝 | 『紅縁』                                |
| 12月7日  | 2.5次元ダンスライブ『ツキウタ。』ステージ 第6幕『紅縁』劇中歌･年長組                                          | Six Gravity: 睦月始 役：校條拳太朗、弥生春 役：松田岳 Procellarum: 霜月隼 役：TAKA、文月海 役：土井一海 | 『天狐詠歌』                            |
| 2019年   | | |                                         |
| 1月18日  | 2.5次元ダンスライブ『ツキウタ。』ステージ 第7幕『CYBER-DIVE-CONNECTION』メインテーマ                          | Six Gravity: 睦月始 役：校條拳太朗、弥生春 役：松田岳、卯月新 役：竹中凌平、皐月葵 役：上仁樹、師走駆 役：輝山立、如月恋 役：横尾瑠尉 Procellarum: 霜月隼 役：TAKA、文月海 役：土井一海、葉月陽 役：鷲尾修斗、長月夜 役：秋葉友佑、水無月涙 役：佐藤友咲、神無月郁 役：三山凌輝 | 『CYBER-DIVE-CONNECTION』               |
| 4月19日  | 2.5次元ダンスライブ『ツキウタ。』ステージ 第8幕 『TSUKINO EMPIRE -Unleash your mind.-』メインテーマ           | Six Gravity: 睦月始 役：校條拳太朗、弥生春 役：松田岳、卯月新 役：竹中凌平、皐月葵 役：上仁樹、師走駆 役：輝山立、如月恋 役：横尾瑠尉 Procellarum: 霜月隼 役：TAKA、文月海 役：土井一海、葉月陽 役：鷲尾修斗、長月夜 役：秋葉友佑、水無月涙 役：佐藤友咲、神無月郁 役：三山凌輝 | 『TSUKINO EMPIRE -Unleash your mind.-』 |
| 11月29日 | 2.5次元ダンスライブ『ツキウタ。』ステージ 第9幕『しあわせあわせ』メインテーマ                                 | Six Gravity: 睦月始 役：縣豪紀、弥生春 役：松田岳、卯月新 役：中島礼貴、皐月葵 役：上仁樹、師走駆 役：澤邊寧央、如月恋 役：鈴木遥太 Procellarum: 霜月隼 役：TAKA、文月海 役：平井雄基、葉月陽 役：栗田学武、長月夜 役：秋葉友佑、水無月涙 役：佐藤友咲、神無月郁 役：三山凌輝   | 『しあわせあわせ』                      |
| 11月29日 | 2.5次元ダンスライブ『ツキウタ。』ステージ 第9幕『しあわせあわせ』劇中歌･年長組                                | Six Gravity: 睦月始 役：縣豪紀、弥生春 役：松田岳 Procellarum: 霜月隼 役：TAKA、文月海 役：平井雄基 | 『Welcome to the Wonderland』           |
| 2020年   | | |                                         |
| 2月28日  | 2.5次元ダンスライブ『ツキウタ。』ステージ 第10幕『太極伝奇』主題歌                                            | Six Gravity: 睦月始 役：縣豪紀、弥生春 役：松田岳、卯月新 役：中島礼貴、皐月葵 役：上仁樹、師走駆 役：澤邊寧央、如月恋 役：鈴木遥太 Procellarum: 霜月隼 役：TAKA、文月海 役：平井雄基、葉月陽 役：栗田学武、長月夜 役：秋葉友佑、水無月涙 役：佐藤友咲、神無月郁 役：三山凌輝   | 『太極伝奇～約束～』                    |
| 2021年   | | |                                         |
| 11月26日 | 2.5次元ダンスライブ『ツキウタ。』ステージ 第11幕『月花神楽～黒と白の物語～』主題歌                            | Six Gravity: 睦月始 役：縣豪紀、弥生春 役：太田裕二、卯月新 役：中島礼貴、皐月葵 役：上仁樹、師走駆 役：澤邊寧央、如月恋 役：鈴木遥太 Procellarum: 霜月隼 役：TAKA、文月海 役：平井雄基、葉月陽 役：鷲尾修斗、長月夜 役：秋葉友佑、水無月涙 役：佐藤友咲、神無月郁 役：佐藤智広 | 『月花神楽』                            |
| 11月26日 | 2.5次元ダンスライブ『ツキウタ。』ステージ 第11幕『月花神楽～黒と白の物語～』挿入歌                            | Procellarum: 霜月隼 役：TAKA、文月海 役：平井雄基、葉月陽 役：鷲尾修斗、長月夜 役：秋葉友佑、水無月涙 役：佐藤友咲、神無月郁 役：佐藤智広 | 『月白に祈りて』                        |
| 2022年   | | |                                         |
| 3月25日  | 2.5次元ダンスライブ『ツキウタ。』ステージ 第12幕『裏斬心 -Children are sometimes ruthless and cruel.-』主題歌 | Six Gravity: 睦月始 役：縣豪紀、弥生春 役：太田裕二、卯月新 役：中島礼貴、皐月葵 役：上仁樹、師走駆 役：澤邊寧央、如月恋 役：鈴木遥太 Procellarum: 霜月隼 役：TAKA、文月海 役：平井雄基、葉月陽 役：鷲尾修斗、長月夜 役：秋葉友佑、水無月涙 役：佐藤友咲、神無月郁 役：佐藤智広 | 『斬心-無形ノ八重-』                    |
| 2023年   | | |                                         |
| 1月27日  | 2.5次元ダンスライブ『ツキウタ。』ステージ 第13幕『月野百鬼夜行綺譚 依依恋恋』主題歌                           | Six Gravity: 睦月始 役：縣豪紀、弥生春 役：太田裕二、卯月新 役：中島礼貴、皐月葵 役：上仁樹、師走駆 役：澤邊寧央、如月恋 役：鈴木遥太 Procellarum: 霜月隼 役：TAKA、文月海 役：平井雄基、葉月陽 役：鷲尾修斗、長月夜 役：秋葉友佑、水無月涙 役：佐藤友咲、神無月郁 役：佐藤智広 | 『依依恋恋』                            |
| 12月29日 | 2.5次元ダンスライブ『ツキウタ。』ステージ 第14幕『Rabbits Kingdom -Resurrection-』主題歌                      | Six Gravity: 睦月始 役：縣豪紀、弥生春 役：太田裕二、卯月新 役：中島礼貴、皐月葵 役：上仁樹、師走駆 役：澤邊寧央、如月恋 役：鈴木遥太 Procellarum: 霜月隼 役：TAKA、文月海 役：平井雄基、葉月陽 役：鷲尾修斗、長月夜 役：秋葉友佑、水無月涙 役：佐藤友咲、神無月郁 役：佐藤智広 | 『Rabbits Kingdom -Resurrection-』      |

### ユニットメンバー
1. ↑  大和晴（高良崚太）、榊星一郎（石森周斗）、月丘柊依（吉原康平）、幸永椿貴（山口諒太郎）、南雲竜（古田一紀）、天門泰雅（坂井易直）、樫良木ルイ（峯田大夢）、結城心（新井雄也）、久我巧生（村上聡）、花山院快斗（馬場惇平）、京極聖（宮瀬尚也）、二葉ともえ（山本智哉）、昂守希（佐久間貴生）、十河夏輝（千葉瑞己）、相庭京介（浦和希）、花村理央（多田啓太）、鞍馬雪丸（上村源）、桐生蓮（TAKA）、白河瞬（岡延明）、橘藤吾（大海将一郎）、今園彩人（森永彩斗）、水無瀬亜佐（菊池勇成）、秋月奏夜（津田拓也）、朝比奈碧（奥山敬人）、天王寺刻成（川島慶嗣）、世良龍太朗（下川草介）、水無瀬涼佑（石井孝英）、ガルシア・エミリオ（小塚亮輔）、蓮美朔（木津つばさ）